# Hospital Universitario Germans Trias i Pujol
El Hospital Universitario Germans Trias i Pujol es un centro sanitario público ubicado al pie de la Sierra de la Marina, en el municipio de Badalona. Está construido sobre unos terrenos de propiedad municipal, que antiguamente eran una finca llamada Can Ruti, nombre como se conoce popularmente al hospital. El nombre oficial del hospital le fue dado para honrar la memoria de dos hermanos badaloneses, cirujanos y catedráticos: Joaquim Trias i Pujol (1888-1964) y Antoni Trias i Pujol (1892-1970).

## Historia

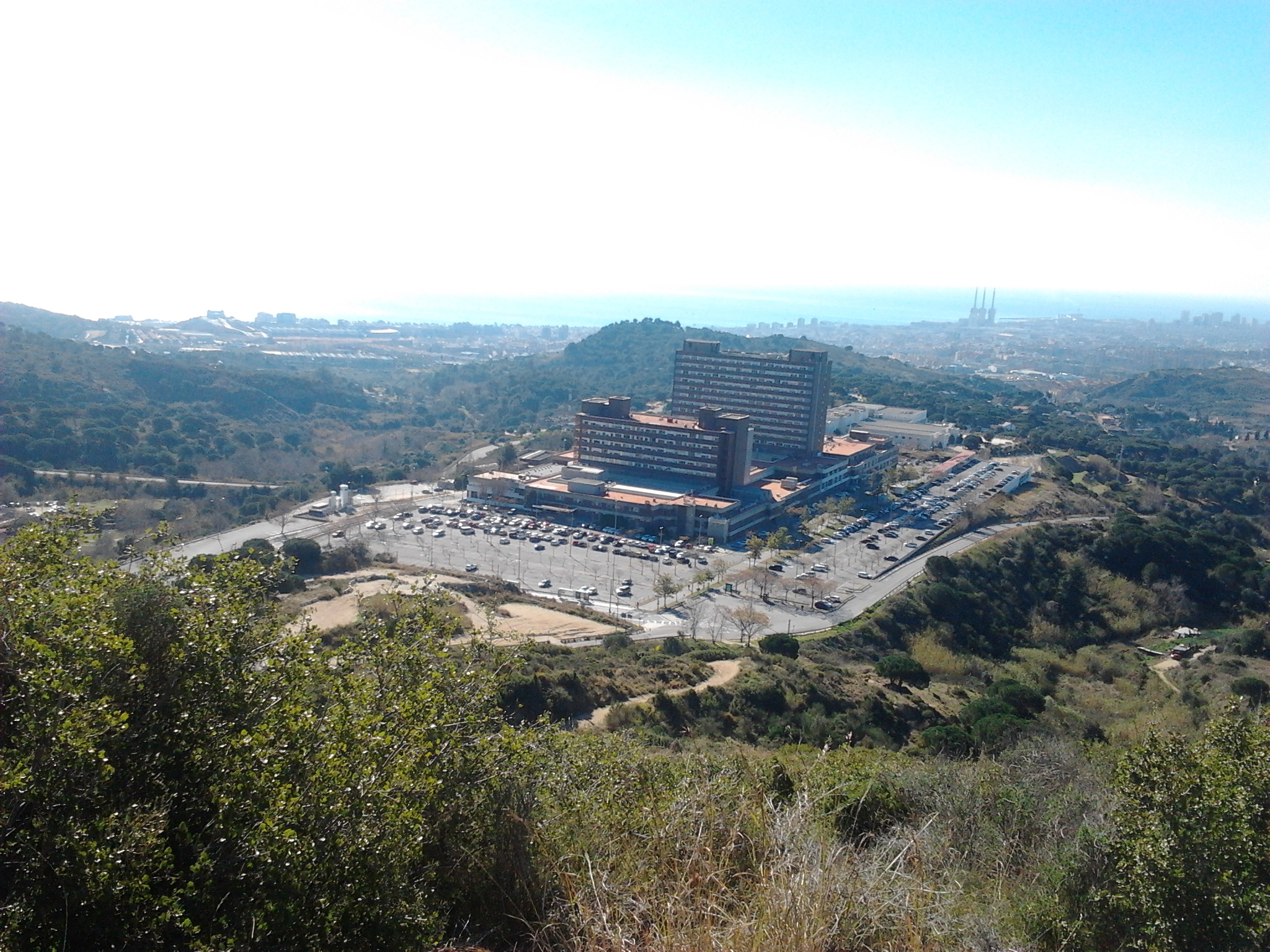
Vista del hospital desde la sierra

Los terrenos donde se encuentra el hospital fueron, hasta principios de la década de 1970, una antigua finca llamada Can Ruti. Este nombre es la evolución del apellido Urrutia, correspondiente a la primera familia propietaria del lugar. Según cuenta la tradición oral, un miembro de esta familia descubrió la zona en la época de la Guerra de Sucesión Española (1714) y decidió instalarse allí.
En 1971, el Ayuntamiento de Badalona decidió ceder 10 hectáreas de la finca al Instituto Nacional de Previsión para que se construyera un centro sanitario. Las obras empezaron en 1973, y la estructura básica del edificio ya se había acabado en 1977, pero las obras no concluyeron hasta 1980 por problemas con los servicios urbanos y de acceso. En 1981 la Generalidad de Cataluña recibe las competencias del INSALUD, sucesor del Instituto Nacional de Previsión, y el 14 de abril de 1983 es inaugurado el hospital por Jordi Pujol, presidente entonces de la Generalidad.
Ese mismo año, el hospital firma un convenio de colaboración con la Universidad Autónoma de Barcelona. Tras su entrada en funcionamiento, ha sufrido numerosas ampliaciones de servicios y es, actualmente, uno de los grandes hospitales de referencia del país, con una cobertura sanitaria para más de setecientas mil personas del Barcelonés Norte y del Maresme.